# Refugio Pian della Ballotta
La cabaña Pian della Ballotta es un refugio de montaña italiano ubicado en el municipio de Ceresole Reale, en el valle del Orco, en los Alpes grayos, a 2.470 m.

## Historia
El refugio fue construido a partir de un edificio preexistente construido en 1940 para acontonar tropas y vigilar la frontera con Francia y proteger el lago Serrù. Después de la Segunda Guerra Mundial fue abandonado. Y posteriormente rehabilitado e inaugurado en 1969.

## Características e información
Se encuentra en un espolón rocoso que sobresale del lago Serrù.
El refugio no está guardado. En verano hay que recoger las llaves. En invierno permanece abierto

## Acceso
Desde Ceresole Reale se sube por la carretera que conduce al paso de Nivolet. Al llegar al Lago Serrù, un sendero fácil que transcurre a lo largo del lago lleva al refugio en aproximadamente 45 minutos.

## Ascensiones
El refugio se útil para ascender a las cimas:
- Cima del Carro -3.326 m
- Cima d'Oin - 3,280 m
- Cima della Vacca - 3.183 m
- Grande Aiguille Rousse - 3.482 m
- Petite Aiguille Rousse - 3.432 m
- Punta di Galisia - 3,345 m
- Punta Bousson - 3,337 m

## Travesías
Existen rutas que unen este refugio con:
- Refugio de Prariond - 2.324 m - a través del Colle della Losa o el Coll della Galisia.
- Refugio du Carro - 2,760 m - a través del Colle del Carro.